# Álvaro Santos
Álvaro Márcio Santos (* 31. Januar 1980 in São Paulo) ist ein Fußballtrainer und ehemaliger brasilianischer Fußballspieler. Der Stürmer bestritt seine Profikarriere nahezu ausschließlich in Europa und wurde zweimal dänischer Landesmeister.

## Werdegang

### Karrierestart in Nordeuropa
Santos wechselte 2000 von América Mineiro aus Belo Horizonte zum schwedischen Klub Helsingborgs IF in die Allsvenskan. Mit dem amtierenden Meister trat er in der UEFA Champions League 2000/01 an und schaffte mit der Mannschaft durch Siege über BATE Baryssau, zu dem Santos ein Tor beitrug, und Inter Mailand den Einzug in die Gruppenphase. Dort scheiterte er mit der Mannschaft als Tabellenletzter unter anderem gegen den späteren Sieger FC Bayern München. In der Liga erweis er sich als regelmäßiger Torschütze: Bis zum Ende seiner Debütspielzeit in Schweden gelangen ihm zwölf Saisontore, womit er zur Vizemeisterschaft hinter Halmstads BK beitrug. Zwei Jahre später wies er mit 16 Saisontoren eine bessere Bilanz auf, folglich belegte er hinter Peter Ijeh von Malmö FF, dem 24 Tore gelangen, den zweiten Rang in der Torschützenliste der Spielzeit 2002. Aufgrund seiner guten Torquote wurde man auch außerhalb Schwedens auf ihn aufmerksam, so dass er im August 2003 den Klub in Richtung Dänemark verließ.
Neuer Arbeitgeber Santos wurde der amtierende dänische Meister FC Kopenhagen. Auch hier glänzte er als mehrfacher Torschütze und reihte sich in seiner ersten Spielzeit mit 13 Saisontoren auf dem 6. Platz der Torschützenliste ein. Als bester vereinsinterner Schütze führte er damit den Klub zur vierten Meisterschaft der Vereinsgeschichte. Auch in der Royal League 2004/05 war er mit seinem Klub erfolgreich. Im Endspiel gegen den schwedischen Klub IFK Göteborg stand er in der Startelf, war aber vorzeitig ausgewechselt worden und konnte somit im letztlich erfolgreichen Elfmeterschießen nicht mitwirken. In der Spielzeit 2005/06 traf er im Saisonverlauf 15 Mal, so dass er gemeinsam mit Marcus Allbäck und Mads Junker hinter Steffen Højer den geteilten zweiten Platz der Torschützenliste belegte. Wiederum wurde er im selben Jahr mit dem Klub schwedischer Meister. Auch in der Royal League war er erfolgreich, beim 1:0-Erfolg über den norwegischen Vertreter Lillestrøm SK durch ein Tor von Razak Pimpong bestritt er die gesamte Spieldauer. Nach drei Jahren in Dänemark, in denen er jeweils eine zweistellige Toranzahl erzielt hatte, interessierten sich Verein aus dem südlicheren Europa für seine Dienste.

### Stippvisite in Frankreich
Nachdem Santos für den FC Kopenhagen zu Beginn der folgenden Spielzeit noch in der Qualifikation zur UEFA Champions League 2006/07 angetreten war, wechselte er Ende Juli nach Frankreich zum FC Sochaux. Unter Trainer Alain Perrin gehörte er über weite Strecken seiner ersten Spielzeit in der Ligue 1 zur Stammformation im Sturm und erzielte im Laufe der Saison acht Saisontore. Mit der Mannschaft zog er ins Endspiel um die Coupe de France ein, dort kam er jedoch beim Sieg über Olympique de Marseille im Elfmeterschießen nicht zum Einsatz.
Nach einem Trainerwechsel kam er unter Perrins Nachfolger Frédéric Hantz zu Beginn der Spielzeit 2007/08 nur noch als Einwechselspieler zum Einsatz. Daraufhin wurde er nach drei Kurzeinsätzen an den Ligarivalen Racing Straßburg verliehen. Unter Trainer Jean-Marc Furlan bildete er mit dem Kolumbianer Wason Rentería das Sturmduo des Klubs aus dem Elsass. Der Aufenthalt in Nordostfrankreich blieb jedoch erfolglos. Nicht zuletzt da ihm nur fünf Saisontore gelangen, belegte der Klub einen Abstiegsplatz.
Nach Ende der Spielzeit kehrte Santos zum FC Sochaux zurück. Nachdem er sich im Sommertrainingslager verletzt hatte und mehrere Wochen ausgefallen war, gehörte er unter dem mittlerweile vom Verein aus der Franche-Comté verpflichteten Trainer Francis Gillot hinter den gesetzten Stürmern Nicolas Maurice-Belay und Mevlüt Erdinç nur zu den Ergänzungsspielern. Im Winter verpflichtete der Klub mit dem tschechischen Nationalspieler Václav Svěrkoš einen weiteren Stürmer. Daraufhin lösten Spieler und Verein den Vertrag Anfang Februar auf.

### Rückkehr nach Schweden
Nachdem sich der Göteborger Verein Örgryte IS erfolglos um eine Verpflichtung von Jonas Wallerstedt vom Ortsrivalen IFK Göteborg bemüht hatte, stieg er in Verhandlungen mit Santos ein. Knapp eine Woche nach dessen Vertragsauflösung in Frankreich unterschrieb der brasilianische Stürmer einen Drei-Jahres-Vertrag in Schweden. In seinem ersten Pflichtspiel für den Klub beim Lokalderby gegen GAIS zum Auftakt der Spielzeit 2009 erzielte er bei der 1:5-Niederlage den Ehrentreffer. Kurze Zeit später verletzte er sich und es wurde über einen Ausfall für die gesamte Spielzeit spekuliert. Nach der Sommerpause kehrte er jedoch im Juli zunächst als Einwechselspieler zurück auf den Fußballplatz, bis er sich wieder in die Stammformation gespielt hatte. Alsbald zeigte er sich wieder torgefährlich und konnte – trotz eines Platzverweises bei der 0:2-Niederlage gegen Trelleborgs FF – bis zum Saisonende zehn Tore erzielen. Dennoch verpasste er mit der Mannschaft den Klassenerhalt. Trotz seiner sieben Saisontore in der Superettan reichte es mit der Mannschaft nur zu einem Mittelfeldplatz.

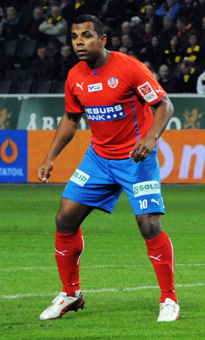
Santos im November 2013 im Jersey von Helsingborgs IF

Im Januar 2011 kehrte Santos zurück in die Allsvenskan und unterschrieb einen Leihvertrag beim Göteborger Lokalrivalen GAIS. In der ersten Hälfte der Spielzeit 2011 lief er für den Klub auf und war als zweitbester vereinsinterner Torschütze hinter Mervan Çelik Garant dafür, dass sich die Mannschaft von Trainer Alexander Axén zu Saisonhalbzeit im vorderen Tabellendrittel platzierte. Während der Sommertransferperiode wechselte er jedoch den Verein und kehrte zu seiner ersten Spielstation in Europa zurück. Bei Helsingborgs IF unterzeichnete der 31-jährige einen Vertrag mit drei Jahren Laufzeit.
Mit einem Tor in neun Ligaspielen trug Santos bis zum Ende der Spielzeit 2011 zum Gewinn des Meistertitels bei. In der folgenden Spielzeit war er hinter den Leihspielern Alfreð Finnbogason und Nikola Đurđić nur zweite Wahl, auch nach deren Abgang war er in der Spielzeit 2013 hauptsächlich Einwechselspieler. Mit fünf Saisontoren war er hinter David Accam, Mattias Lindström, Robin Simović und dem im Spätsommer verpflichteten Imad Khalili, der am Saisonende Torschützenkönig der Allsvenskan wurde, fünftbester vereinsinterner Torschütze. Parallel diskutierte der Klub bereits über Aufgaben nach dem Karriereende in der Organisation.
Mit Auslaufen seines Vertrages Ende 2014 beendete Santos zunächst seine aktive Karriere, um sich dem Aufbau einer eigenen Fußballschule in seinem Heimatland Brasilien zu widmen.

### Anfänge als Trainer
In der Saison 2017 arbeitete Santos als Co-Trainer der U17 Helsingborgs IF. Seit 2018 ist er nun hauptverantwortlicher Trainer dieser Jugendmannschaft. Parallel nahm er im Amateurbereich wieder den Spielbetrieb auf und schloss sich im September 2017 für drei Monate Hittarps IK an, um für den Viertligisten bis zum Jahresende als Spieler aufzulaufen. In der Saison 2018 stand er beim Fünftligisten Höganäs BK unter Vertrag.
Später rückte Santos zum Trainer der U-19-Mannschaft von Helsingborgs IF auf. Als Jörgen Lennartsson im Dezember 2020 das Cheftraineramt bei der in der Superettan antretenden Wettkampfmannschaft übernahm, rückte er zudem in dessen Trainerstab auf. Später bildete er gemeinsam mit Mattias Lindström ein Trainerduo, nach dem Abstieg aus der Allsvenskan und einem missglückten Start in die Zweitliga-Spielzeit 2023 mussten beiden gehen und wurden durch Stuart Baxter ersetzt.
Im Sommer 2023 schloss Santos sich dem Trainerstab von Daniel Pedersen beim FC Helsingør in der zweiten dänischen Liga an. Am 23. Oktober 2023 übernahm er dort nach dem Rücktritt Pedersens die Position des Cheftrainers.

## Erfolge
América Mineiro
- Copa Sul-Minas: 2000

FC Kopenhagen
- Superliga: 2003/04, 2005/06
- Dänischer Fußballpokal: 2003/04
- Royal League: 2004/05, 2005/06

Helsingborgs
- Fotbollsallsvenskan: 2011
- Schwedischer Fußballpokal: 2011
- Schwedischer Fußball-Supercup: 2011

Sochaux
- Französischer Fußballpokal: 2006/07